# Un trofeo per Kylie
Un trofeo per Kylie (The Circuit) è un film televisivo del 2008 diretto da Peter Werner, e interpretato da Michelle Trachtenberg.

## Trama
Kylie Shines è un'insegnante di scuola elementare, ed è anche una spericolata pilota che gareggia nelle corse automobilistiche. In questo campo la ragazza deve confrontarsi con l'ingombrante figura del padre, grande star del circuito e ora caduto in declino, e col fidanzato Kid, anch'egli pilota, che più volte l'ha battuta. Il conflitto generazionale si consuma inevitabilmente sulla pista.

## Distribuzione internazionale
- Stati Uniti: 8 giugno 2008[1]
- Belgio: 18 gennaio 2009
- Argentina: Velocidad al límite, 1º aprile 2009
- Italia: Un trofeo per Kylie, 13 giugno 2009[1]